# Podsrnetica (Bosanski Petrovac, BiH)
Podsrnetica je naseljeno mjesto u općini Bosanski Petrovac, Federacija Bosne i Hercegovine, BiH.

## Zemljopis
Podsrnetica je selo visokog položaja, uzdignuto mnogo iznad južnog, ravnog dijela Bravskog polja i zalazi pomalo u Srneticu. Odmaknuto je od Bravskog Vaganca preko jednog kilometra. Kuće su uglavnom razbacane.

## Stanovništvo

### 1991.
Nacionalni sastav stanovništva 1991. godine, bio je sljedeći:
ukupno: 131
- Srbi - 131 (100%)

### 2013.
Nacionalni sastav stanovništva 2013. godine, bio je sljedeći:
ukupno: 49
- Srbi - 48 (97,96%)
- ostali, neopredijeljeni i nepoznato - 1 (2,04%)